# Classe Bayandor
La classe Bayandor è una classe di unità da guerra, variamente classificate come fregate o corvette, della Marina militare della Repubblica Islamica dell'Iran, composta da quattro unità entrate in servizio tra il 1964 e il 1969.
Costruite in cantieri statunitensi per conto dell'allora Stato Imperiale dell'Iran, le Bayandor erano originariamente piccole unità ottimizzate in particolare per la lotta antisommergibile; tra il 2009 e il 2013 le unità sono state però ammodernate e dotate di sistemi missilistici antinave, rendendole unità più polivalenti. Delle originarie quattro unità, due sono andate perdute in combattimento durante gli scontri della guerra Iran-Iraq degli anni 1980.

## Il progetto

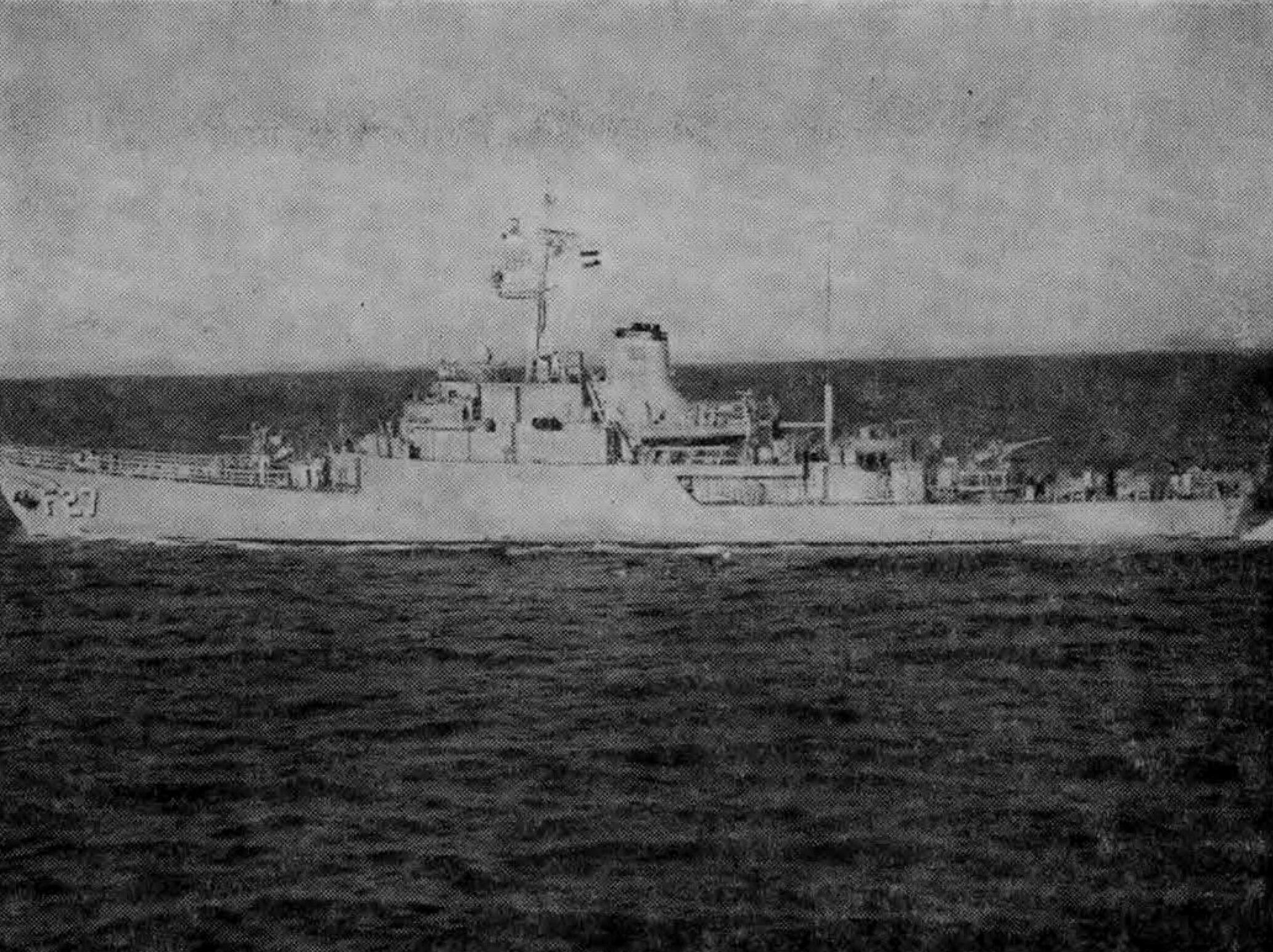
La Milanian fotografata nel 1978

Negli anni successivi alla seconda guerra mondiale, lo Stato Imperiale dell'Iran fu un solido alleato del Blocco occidentale e si appoggiò, per il potenziamento della sua piccola marina militare, a forniture di naviglio da parte principalmente di Regno Unito e Stati Uniti d'America. Inizialmente la Marina iraniana ampliò i suoi organici acquistando materiale di seconda mano dismesso dalle marine statunitense e britannica, anche se negli anni 1950 iniziarono gli acquisti di unità leggere di nuova costruzione. All'inizio degli anni 1960 gli Stati Uniti finanziarono a favore dell'Iran, nell'ambito del programma MDAP di assistenza militare agli alleati anti-comunisti di Washington, la costruzione ex novo di unità di maggiori dimensioni, segnatamente una classe di piccole fregate (o corvette) a vocazione anti-sommergibili. Il contratto per la costruzione delle quattro unità previste venne stipulato a favore del cantiere navale della Levingston Shipbuilding Company di Orange in Texas, con le unità scaglionate in due lotti: le prime due furono impostate nel 1962 e consegnate agli iraniani nel 1964, le restanti due furono impostate nel 1967 per poi essere consegnate nel 1969. Il progetto di base delle Bayandor era simile a quello delle unità classe Pattimura costruite poco prima dall'Italia per conto della Marina militare indonesiana.

## Caratteristiche
Le unità della classe presentano uno scafo dalla lunghezza fuori tutto di 83,8 metri, per una larghezza di 10 metri e un pescaggio massimo di 3 metri; il dislocamento standard si aggira sulle 900 tonnellate, salendo a 1135 tonnellate con le unità a pieno carico. Le sovrastrutture sono raggruppate al centro su una tuga, con un singolo albero a intervallare il blocco del ponte di comando a proravia e il fumaiolo a poppavia. L'equipaggio ammonta a 133-140 tra ufficiali, sottufficiali e marinai.
Il sistema propulsivo si basa su quattro motori diesel tipo Fairbanks-Morse 38D81/8-10 su due alberi motore, dalla potenza di 6 000 hp (4 500 kW). La velocità massima delle unità si aggira sui 20 nodi, per un'autonomia di 3000 miglia alla velocità di crociera di 15 nodi.

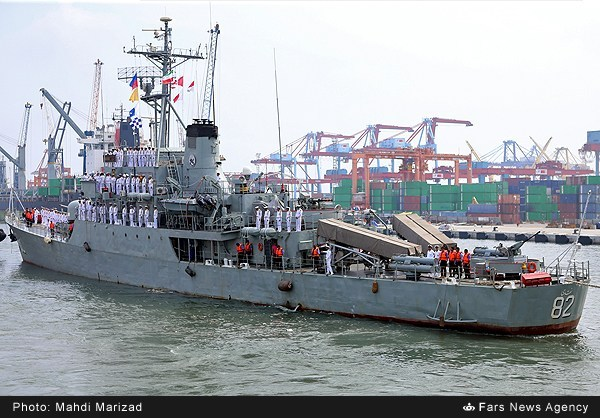
La Naghdi vista di poppa in una foto del 2015

L'armamento di artiglieria delle Bayandor comprendeva originariamente due cannoni da 76/50 mm, disposti in impianti singoli sul ponte principale  a prua e poppa della tuga centrale, e un impianto binato di cannoni da 40/60 mm antiaerei, collocato sulla tuga a poppavia del fumaiolo. Per la lotta antisommergibili, vocazione principale delle unità, è disponibile un mortaio tipo "porcospino" per il lancio di ordigni subacquei collocato a prua del ponte di comando, oltre a quattro lanciatori e due rastrelliere per il rilascio di bombe di profondità. L'apparato sensori originario comprendeva sistemi radar SPS-6C per la scoperta aerea, Raytheon 1650 per la scoperta di superficie e SPG-34 per il controllo del fuoco, oltre a un impianto sonar a scafo SQS-17.
Le due unità sopravvissute alla guerra Iran-Iraq sono state più volte ammodernate nei sensori e negli armamenti. Negli anni 1980 il "porcospino" a prua venne sbarcato e rimpiazzato da un impianto binato di mitragliere da 23 mm ZU-23 di origine sovietica in funzione antiaerea. Negli anni 1990 gli ZU-23 sono stati sbarcati unitamente ai lanciatori delle bombe di profondità e al loro posto sono stati imbarcati due impianti singoli di mitragliere da 20 mm Oerlikon e due mitragliatrici da 12,7 mm, mentre il radar di tiro SPG-34 è stato sostituito da un sistema Decca 1226. La modifica più radicale venne però portata a termine tra il 2009 e il 2013, quando le due unità sono state dotate di un armamento più multifunzionale: gli obsoleti cannoni da 76 mm sono stati sbarcati e rimpiazzati da un impianto singolo per un cannone Otobreda 76/62 "Compatto", collocato a prua; a poppa sono stati installati due lanciatori binati per missili antinave C-802 di origine cinese, mentre l'armamento anti-sommergibili è stato ripristinato imbarcando due impianti tripli di tubi lanciasiluri da 324 mm.

## Unità
| Nome            | Impostazione      | Varo            | Entrata in servizio | Stato                               |
| --------------- | ----------------- | --------------- | ------------------- | ----------------------------------- |
| Bayandor (F25)  | 20 agosto 1962    | 7 luglio 1963   | 15 maggio 1964      | in servizio attivo                  |
| Naghdi (F26)    | 12 settembre 1962 | 10 ottobre 1963 | 22 luglio 1964      | in servizio attivo                  |
| Milanian (F27)  | 1º maggio 1967    | 4 gennaio 1968  | 13 febbraio 1969    | affondata in combattimento nel 1982 |
| Kahnamuie (F28) | 12 giugno 1967    | 4 aprile 1968   | 13 febbraio 1969    | affondata in combattimento nel 1982 |